# Comuna Dniprovske, Cernihiv
Dniprovske (în ucraineană Дніпровське) este o comună în raionul Cernihiv, regiunea Cernihiv, Ucraina, formată din satele Dniprovske (reședința), Povidov, Prohoriv, Șmaiivka, Starîk și Zahatka.

## Demografie
Componența lingvistică a comunei Dniprovske
     Ucraineană (98,28%)
     Rusă (1,27%)
     Alte limbi (0,45%)
Conform recensământului din 2001, majoritatea populației comunei Dniprovske era vorbitoare de ucraineană (98,28%), existând în minoritate și vorbitori de rusă (1,27%).